# Наполеон (Північна Дакота)
Наполеон (англ. Napoleon) — місто (англ. city) в США, в окрузі Логан штату Північна Дакота. Населення — 749 осіб (2020).

## Географія
Наполеон розташований за координатами 46°30′14″ пн. ш. 99°46′6″ зх. д. / 46.50389° пн. ш. 99.76833° зх. д. (46.503905, -99.768413).  За даними Бюро перепису населення США в 2010 році місто мало площу 3,63 км², уся площа — суходіл.

### Клімат
| Клімат : Наполеон       | Клімат : Наполеон | Клімат : Наполеон | Клімат : Наполеон | Клімат : Наполеон | Клімат : Наполеон | Клімат : Наполеон | Клімат : Наполеон | Клімат : Наполеон | Клімат : Наполеон | Клімат : Наполеон | Клімат : Наполеон | Клімат : Наполеон | Клімат : Наполеон |
| Показник                | Січ.              | Лют.              | Бер.              | Квіт.             | Трав.             | Черв.             | Лип.              | Серп.             | Вер.              | Жовт.             | Лист.             | Груд.             | Рік               |
| Абсолютний максимум, °C | 13,9              | 16,7              | 30,6              | 34,4              | 41,7              | 42,2              | 47,8              | 43,9              | 41,7              | 35,0              | 23,9              | 21,1              | 47,8              |
| Середній максимум, °C   | −7,8              | −5,3              | 1,9               | 12,4              | 19,6              | 24,4              | 28,7              | 28,0              | 21,9              | 14,3              | 3,4               | −4,5              | 11,5              |
| Середня температура, °C | −13,5             | −11,2             | −4,1              | 5,4               | 12,2              | 17,4              | 20,9              | 19,9              | 14,2              | 7,1               | −2,3              | −9,9              | 4,8               |
| Середній мінімум, °C    | −19,2             | −17,1             | −9,9              | −1,6              | 4,7               | 10,5              | 13,2              | 11,9              | 6,4               | −0,2              | −8,2              | −15,4             | −2                |
| Абсолютний мінімум, °C  | −43,3             | −43,9             | −36,7             | −23,9             | −13,3             | −3,9              | −3,9              | −3,9              | −12,2             | −22,2             | −32,8             | −44,4             | −44,4             |
| Норма опадів, мм        | 13                | 10                | 23                | 38                | 61                | 89                | 71                | 53                | 41                | 30                | 15                | 13                | 457               |
| ----------------------- | ----------------- | ----------------- | ----------------- | ----------------- | ----------------- | ----------------- | ----------------- | ----------------- | ----------------- | ----------------- | ----------------- | ----------------- | ----------------- |
| Джерело:                |                   |                   |                   |                   |                   |                   |                   |                   |                   |                   |                   |                   |                   |

## Демографія
Згідно з переписом 2010 року, у місті мешкали 792 особи в 337 домогосподарствах у складі 203 родин. Густота населення становила 218 осіб/км².  Було 401 помешкання (110/км²).
Расовий склад населення:
| - 98,4 % — білих - 0,6 % — корінних американців - 0,1 % — чорних або афроамериканців |

До двох чи більше рас належало 0,6 %. Частка іспаномовних становила 1,0 % від усіх жителів.
За віковим діапазоном населення розподілялося таким чином: 23,4 % — особи молодші 18 років, 44,3 % — особи у віці 18—64 років, 32,3 % — особи у віці 65 років та старші. Медіана віку мешканця становила 48,9 року. На 100 осіб жіночої статі у місті припадало 93,2 чоловіків;  на 100 жінок у віці від 18 років та старших — 95,2 чоловіків також старших 18 років.
Середній дохід на одне домашнє господарство  становив 59 235 доларів США (медіана — 43 750), а середній дохід на одну сім'ю — 84 635 доларів (медіана — 71 875). Медіана доходів становила 51 150 доларів для чоловіків та 26 979 доларів для жінок. За межею бідності перебувало 9,8 % осіб, у тому числі 1,5 % дітей у віці до 18 років та 20,3 % осіб у віці 65 років та старших.
Цивільне працевлаштоване населення становило 371 особа. Основні галузі зайнятості: освіта, охорона здоров'я та соціальна допомога — 21,8 %, будівництво — 19,7 %, оптова торгівля — 10,2 %, сільське господарство, лісництво, риболовля — 9,2 %.